# 迈济耶尔
迈济耶尔（法語：Maizières，法語發音：[mɛzjɛʁ] ⓘ）是法国默尔特-摩泽尔省的一个市镇，位于该省南部，属于南锡区。

## 地理
迈济耶尔（48°35'3"N, 6°3'42"E）面积15.63 平方千米，位于法国大東部大區默尔特-摩泽尔省，该省份为法国东北部内陆省份，是洛林的一部分，北邻比利时、卢森堡，北起顺时针与摩泽尔省、下莱茵省、孚日省和默兹省接壤。
与迈济耶尔接壤的市镇（或旧市镇、城区）包括：马东河畔班维尔、马尔特蒙、蓬圣樊尚、塞克塞欧福日、泰洛、维泰讷、克瑟耶。

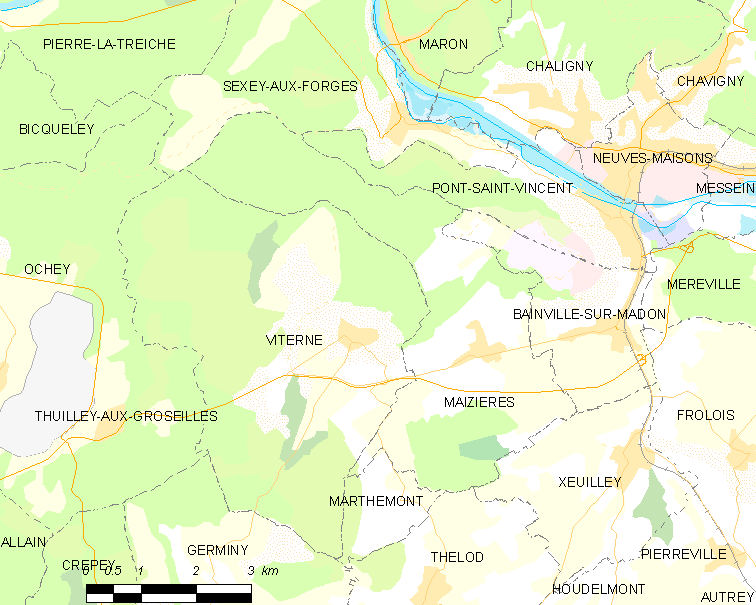
迈济耶尔的OSM定位图

迈济耶尔的时区为UTC+01:00、UTC+02:00（夏令时）。

## 行政
迈济耶尔的邮政编码为54550，INSEE市镇编码为54336。

## 政治
迈济耶尔所属的省级选区为讷沃迈松县。

## 人口

1962-2008年间迈济耶尔人口变化图示

迈济耶尔于2022年1月1日时的人口数量为917人。